# چارنوچین (استان ووتسکی)
چارنوچین (به لهستانی:  Czarnocin) یک روستا در لهستان است که در گمینا چارنوچین (استان ووتسکی) واقع شده‌است. چارنوچین ۱٬۳۰۰ نفر جمعیت دارد.